# Spelaeomysis villalobosi
Spelaeomysis villalobosi is een kreeftachtigensoort uit de familie van de Lepidomysidae. De wetenschappelijke naam van de soort is voor het eerst geldig gepubliceerd in 1996 door García-Garza, Rodríguez-Almaraz & Bowman.